# Mi smo cvet i rosa
Mi smo cvet i rosa är Marina Živkovićs debutalbum, utgivet år 1995 inom PGP-RTS.

## Låtlista
1. Zaplakaću sutra
2. Bolujem
3. Kikiriki
4. Ti ćeš se uzalud nadati
5. Hoću s tobom sinove
6. Mi smo cvet i rosa
7. Zora je
8. Moja duša umire